# إرنست ودروف
إرنست ودروف (بالإنجليزية: Ernest Woodruff)‏ هو شخصية أعمال أمريكي، ولد في 23 مايو 1863، وتوفي في 5 يونيو 1944.